# Beauficel-en-Lyons
Beauficel-en-Lyons är en kommun i departementet Eure i regionen Normandie i norra Frankrike. Kommunen ligger i kantonen Lyons-la-Forêt som tillhör arrondissementet Les Andelys. År 2022 hade Beauficel-en-Lyons 207 invånare.

## Befolkningsutveckling
Antalet invånare i kommunen Beauficel-en-Lyons
Referens:INSEE